# Katharina Elisabeth af Braunschweig-Lüneburg
Katharina Elisabeth af hertugdømmet Braunschweig-Lüneburg (født 1385, død efter år 1423) var grevinde af Holsten-Rendsburg, hertuginde af Slesvig og Sønderjylland. Hun var datter af hertug Magnus II af Braunschweig-Lüneburg (død 1373) og Katharina af Anhalt-Bernburg (død 1390). Hun var regent under sin søns umyndighed 1404-1415.

## Familie
Hertug Magnus II's datter Katharina er muligvis fejlagtigt tilskrevet navnet Elisabeth; Katharina turde have været hendes rigtige navn, da hun havde en søster Elisabeth (død i pesten 1420) som senest 5. marts 1399 giftede sig med grev Moritz af Oldenburg (død 1420). Dobbeltnavne var på den tid endnu sjældne.
Katharina giftede sig 1391 med grev Gerhard VI af Holsten (dræbt 1404). De fik følgende børn:
1. Ingeborg af Holsten (1396-1465), abbedisse i Vadstena kloster
2. Henrik IV af Holsten (1397-1427), greve af Holsten og hertug af Slesvig
3. Hedvig af Holsten (1398-1436), gift 1. med fyrste Balthasar af Mecklenburg-Werle (død 1421), gift 2. med grev Didrik den Lykkelige af Oldenburg (død 1440)
4. Adolf VIII af Holsten (1401-1459), greve af Holsten og hertug af Slesvig
5. Gerhard VII af Holsten (1404-1433), greve af Holsten og hertug af Slesvig

## Biografi
Da hun i 1404 blev enke, formynder for sin søn og regent for hans forleninger, måtte hun overdrage regentskabet over grevskabet Holsten til sin tidligere svoger biskop Henrik af Osnabrück og regenskabet over Sønderjylland samt værgeretten for sin ældste søn Henrik til dronning Margrethe og kong Erik: sønnen Henrik blev sendt til Danmark og datteren Ingeborg til Vadstena kloster i Sverige. Under de følgende år blev mange af de områder, som hørte til sønnens forlening, overdraget til Danmark gennem pant og køb, blandt andet Flensborg, men da også Gottorp var på vej til at blive tilknyttet Danmark, afbrød hun forbindelserne med Danmark, hentede sønnen tilbage i 1408 og sendte den 14. juni 1410 en deklaration om fjendtlighed til kong Erik. Dette førte til en række kampe og pantsætninger. Udenlandske fyrster, blandt dem hendes broder hertug Henrik af Braunschweig, forsøgte mægle men kunne ikke få en endelig fred i stand. I 1415 erklæredes sønnen myndig, hvilket afsluttede hendes mandatperiode, og senere omtales hun sjældent. I 1417 var hun tilstede ved sin søns side i Rendsburg ved kong Eriks erobring af Slesvig. I 1423 klagede hendes sønner over, at hun var blevet forulempet af kongens soldater trods løfte om at holde hende udenfor konflikten: hendes vogn var blevet angrebet, og hendes tjenestefolk bestjålet og taget til fange. Dette er sidste gang, hun omtales.